# Chiesa della Santissima Trinità (Lugano)
La chiesa conventuale della Santissima Trinità è un edificio religioso che si trova nel quartiere di Lugano Centro, a Lugano.

## Storia
Eretta nel XVII secolo; nel 1909 venne ricostruita la facciata in stile neorinascimentale, su opera di Giuseppe Bordonzotti.

## Descrizione
La chiesa ha una pianta ad unica navata, suddivisa in tre campate ed affiancata sul lato ovest da tre cappelle laterali. La copertura è a botte lunettata.